# Liturgijsko pravo
Liturgijsko pravo je pravo dijelom koje je crkvenog prava. U crkveno pravo još ulaze kanonsko pravo i javno crkveno pravo.
Liturgijsko se pravo čini niz liturgijskih odredaba, propisa i dokumenata.